# Alfred Jahn (Politiker)
Alfred Jahn (* 14. Oktober 1885 in Langensalza; † 7. April 1974 in Hannover) war ein deutscher Kommunalpolitiker (SPD) und Widerstandskämpfer.

## Leben
Jahn war Sohn einer in Ort Langensalza tätigen Familie von Webern. Er besuchte eine Volksschule und durchlief anschließend eine Lehre als Weber in einer mechanischen Weberei.
In den Jahren 1906 bis 1910 diente er als Freiwilliger im Thüringischen Ulanen-Regiment Nr. 6 in Hanau. Anschließend zog er nach Hannover und nahm dort eine Stelle als Hilfsschutzmann bei der staatlichen Polizei an. 1910 heiratete er und wurde noch im selben Jahr Vater des ersten seiner drei Kinder. Mit seiner Familie wohnte er anfangs in der Göttinger Chaussee.
Nach dem Ersten Weltkrieg und der Geburt seines zweiten Kindes 1918 trat er Alfred Jahn im Jahr 1919 der Sozialdemokratischen Partei Deutschlands bei. 1920 bezog er mit seiner Familie ein Haus am Martensplatz in Ricklingen, wo diese bis 1938 lebte.
Im Jahr 1921 musste Jahn laut einem späteren Gerichtsurteil wegen Unterschlagung im Amt seinen Dienst bei der Polizei quittieren und blieb dann ein Jahr arbeitslos, bis er 1922 oder 1923 als Kontrolleur bei den Hannoverschen Gummiwerken Excelsior Arbeit fand. Diese Stelle kündigte Jahn 1925, um als „technischer Leiter“ in der Funktion eines Geschäftsführers des Reichsbanners Schwarz-Rot-Gold in Hannover in Zusammenarbeit mit Karl Raloff zu wirken. Später übernahm Jahn auch die Leitung des Reichsbanners für den Gau Hannover (Provinz Hannover).
Ab 1932 kam es zu zahlreichen gewaltsamen Zusammenstößen des Reichsbanners mit Schlägertrupps der SA der NSDAP. Nach der Machtergreifung am 30. Januar 1933 durch die Nationalsozialisten verschärfte sich der Terror gegen politische Gegner. Kurz vor der letzten Reichstagswahl am 5. März 1933 rief Alfred Jahn daher mit Plakatanschlägen zu einer Demonstration der „Eisernen Front“ auf, dem Zusammenschluss des Reichsbanners mit den Gewerkschaften und der SPD: Unter dem von Jahn ausgegebenen Motto „Zeigt der Reaktion, dass Hannover rot bleibt“ versammelten sich am 19. Februar 1933 schließlich rund 45.000 Menschen auf dem Klagesmarkt.
Zwei Tage später überfielen SA-Männer am 21. Februar 1933 eine Wahlkundgebung der SPD im Lister Turm und erschossen die Reichsbanner-Angehörigen Wilhelm Heese und Wilhelm Großkopf. Zu den zahlreichen Verletzten des Reichsbanners zählte auch Alfred Jahn; er erlitt eine Schussverletzung am rechten Unterschenkel.
Bei der letzten Kommunalwahl am 12. März 1933 wurde Alfred Jahn nach eigenen Angaben in das Bürgervorsteherkollegium der Stadt Hannover gewählt. Der Reichsbanner wurde jedoch noch im selben Monat verboten; Jahn war damit arbeitslos. Als das hannoversche Gewerkschaftshaus, in dem sich das Büro des Reichsbanners befand, am 1. April 1933 besetzt wurde, musste Jahn untertauchen, um den Durchsuchungen und Verhaftungen durch die SA zu entgehen. Er versteckte sich an verschiedenen Orten in Hannover und Umgebung. Im Juni 1933 wurde er verhaftet und mehrere Wochen im Konzentrationslager Moringen inhaftiert. Kurz nach seiner Entlassung wurde er Ende Juli 1933 abermals verhaftet und für einen Monat erneut in das KZ Moringen gebracht, wo ihn Wachleute der SS körperlich schwer misshandelten.
Nach seiner Entlassung tauchte er einige Monate in Thüringen unter. Dann kehrte er nach Hannover zurück, wo seine Ehefrau im Sommer 1933 ein Kolonialwarengeschäft erworben hatte, von dessen kargen Einnahmen die Familie notdürftig leben konnte.
Alfred Jahn war Mitglied im sogenannten „Funktionärskreis“, einer lockeren Widerstandsgruppe in Hannover aus ehemaligen Partei- und Gewerkschaftssekretären. Die Gruppe tauschte vor allem illegale Schriften untereinander aus und hielt Kontakt zu dem ins ausländische Exil geflüchteten Vorstand der SPD, der Sopade. Zu einer engeren Zusammenarbeit mit der „Sozialistischen Front“ kam es trotz „personeller und thematischer Überschneidungen offenbar nicht“. Dennoch wurden 1936 erst zahlreiche Mitglieder der Sozialistischen Front, dann auch Mitglieder des Funktionärskreises verhaftet, die das Berliner Kammergericht zu teils hohen Zuchthausstrafen verurteilte.
Auch Alfred Jahn wurde im Juni 1936 verhaftet, doch sein Verfahren wurde von denen der anderen abgetrennt, da die Ermittlungsbehörden für längere Zeit in ihm den eigentlichen Führer der „Sozialistischen Front“ vermuteten. Fast vier Jahre saß er in Untersuchungshaft, in Hannover, Hildesheim und in Hamm. Im März 1939 wurde „ihm die Annahme und Verbreitung illegaler Schriften“ wie etwa die Sozialistische Front zur Last gelegt; das Oberlandesgericht Hannover verurteilte ihn wegen „Vorbereitung eines hochverräterischen Unternehmens zu fünf Jahren Zuchthaus“. Nur zwei Jahre der vorangegangenen Untersuchungshaft wurden ihm dafür angerechnet. Weitere drei Jahre verbüßte er von April 1939 bis März 1942 im Zuchthaus Hameln.
Nach dem Ende der Haftzeit wurde er in Schutzhaft genommen und erst in das Schutzhaftlager Liebenau überstellt, im Juni 1942 in das KZ Flossenbürg und im Oktober 1942 zur Zwangsarbeit in das KZ Sachsenhausen. Zu diesem Zeitpunkt war Jahn laut Aussagen von Mithäftlingen bereits schwer durch die lange Haft und die harte Arbeit gezeichnet. Im Mai 1945 wurde er durch die 3. US-Armee befreit.
Nach Kriegsende kehrte Alfred Jahn nach Hannover zurück. Dort wurde er Mitglied im von ehemaligen KZ-Häftlingen im April 1945 gegründeten „Ausschuss ehemaliger Konzentrations-Häftlinge Hannover“, kurz KZ-Ausschuss genannt, der sich um Hilfeleistungen für die befreiten Häftlinge kümmerte. 1948 vertrat Jahn kurzzeitig die ehemaligen Verfolgten im Kreissonderhilfsausschuss für die Entscheidungen über die Entschädigung nationalsozialistischen Unrechts.
Unterdessen hatte Jahn 1947 als Vorsitzender des Entnazifizierungshauptausschusses an der Entnazifizierung mitgewirkt. Ebenfalls ab 1947 und dann bis 1951 arbeitete er als Geschäftsführer des Einzelhandelsverbandes für Niedersachsen.
Noch in den 1960er und 1970er Jahren engagierte sich Alfred Jahn in der politischen Bildungsarbeit und gab als Zeitzeuge für den Widerstand gegen den Nationalsozialismus mehrere Interviews.
Alfred Jahn starb im April 1974 in Hannover im Alter von 88 Jahren. Er wurde auf dem Stadtfriedhof Ricklingen beigesetzt.

## Ehrengrab
Angeregt durch das Auffinden des Ehrengrabes für den in der frühen Arbeiterbewegung umgekommenen Johann Knieriem, initiierte der Leiter des Freizeitheimes Linden den Arbeitskreis Zeitzeugen der Arbeiterbewegung – von Kindesbeinen an. In der Folge beantragte eine Urenkelin Jahns 2022 bei der Landeshauptstadt Hannover die Widmung der Grabstätte ihres Urgroßvaters als Ehrengrab, zugleich die Grabpflege auf Friedhofsdauer. Der Antrag wurde positiv beschieden mit der Begründung, Alfred Jahn habe sich „mit hohem persönlichen Engagement und unter Einsatz von Leib und Leben aktiv und in zentralen Positionen für die Verteidigung und Stärkung der Demokratie in Hannover eingesetzt. Alfred Jahn hat damit große Verdienste für die Stadt Hannover erworben und ein positives Beispiel für politisches und in Teilen auch bürgerschaftliches Engagement gesetzt.“

## Archivalien
Archivalien von und über Alfred Jahn finden sich beispielsweise
- im Niedersächsischen Landesarchiv (Abteilung Hannover) als per Mikrofilm gesicherte Akte „Private und dienstliche Schriftsachen des Gewerkschaftssekretärs Alfred Jahn, Hannover“ für die Laufzeit von 1926 – 1932, Archivsignatur NLA HA Hann. 310 II A Nr. 15[4]